# マツダ・鏑
マツダ・鏑（かぶら・KABURA）は、マツダが製作したコンセプトカー。

## 概要
北米デザインスタジオがデザインした。2006年のデトロイトモーターショーに出展され、Eyes On Design Awardsを受賞した。FR駆動のスポーティなデザインで、走りの好きなエントリーユーザーをターゲットにしている。RX-8を髣髴とさせるホイールアーチが膨らんだクーペで、後部ドアはRX-8とは異なり観音開きではなくスライドドアとなっている。
グローブボックスが廃止され、助手席が前方に少しずれており、クーペの難点である助手席側後席の足元の居住性を向上させた。運転席側は変わらないため、運転席側後席はエマージェンシーシートのような位置づけである。このようなレイアウトになったのには全長を短くしヨー慣性モーメントを最小限に抑える目的がある。日本国内には2008年のひろしまフラワーフェスティバルで初披露された。
ドライブトレーンは2.0LのMZRエンジンに6MTが組み合わせられる。前後ともサスペンションはダブルウィッシュボーン式サスペンションで、フロントに19インチ、リアに20インチのタイヤが用いられる。リア側ルーフには太陽電池パネルが設置され空調やバッテリーの充電に使われる。

## 参照
1. ↑  https://response.jp/article/2006/01/13/78206.html
2. ↑  https://xtech.nikkei.com/dm/article/EVENT/20060110/112184/
3. ↑  https://chicappa-az-1.ssl-lolipop.jp/tokubetu/517/517_1.html